# Franciaországi Izabella angol királyné
Franciaországi Izabella (Párizs, 1292 k. – Castle Rising, Norfolk, 1358. augusztus 23.) Anglia királynéja 1308–1327 között. Férje II. Eduárd volt, akit 1327-ben letett a trónról és utódjává kiskorú fiukat, III. Eduárdot tette meg, férjét pedig több hónapnyi rabság után, valószínűleg parancsára, meggyilkolták. A királyné szeretőjét, Roger Mortimer vette maga mellé és fia nevében régensként kormányozta Angliát. III. Eduárd azonban 1330-ban, mikorra már elég idős lett, lefogatta anyját és házi őrizetbe helyezte, majd átvette a hatalmat. Izabella így élt egészen 1358-ban bekövetkezett haláláig. Nagy hatalmának, erős jellemének és határozottságának köszönhetően nyerte el az utókortól a Franciaország nőstényfarkasa nevet.

## Családja
IV. (Szép) Fülöp (1268–1314) francia király és Navarrai Johanna (1271/1273–1305) navarrai királynő leánya, X. (Civakodó) Lajos (1289–1316), V. (Hosszú) Fülöp (1291–1322) és IV. (Szép) Károly (1294‑1328) francia királyok nővére. 1308-ban férjhez ment II. Eduárdhoz (1284–1327), Anglia királyához, kitől négy gyermeke született, köztük Windsori Eduárd (1312–1377), a későbbi uralkodó.

## Az angol udvarnál
Fülöp lányaként és Eduárd feleségeként igazán szép reménnyel nézhetett a jövőbe. Amikor azonban ráébredt, hogy férje nyíltan és őrülten szerelmes Piers Gavestonba (1284 k.–1312), apjának levélben panaszkodott nyomorúságos helyzetéről. Ennek ellenére nem hátrált meg, és szült Eduárdnak két fiút és két lányt. Gavestont – az őt gyűlölő – bárók elfogták, ám ezt követően Eduárd két új kegyencet szerzett, ezúttal a Despenser családból: apát (Hugh Despenser, 1262–1326) és fiát (ifjabb Hugh Despenser, 1286–1326). Izabellánál ekkor betelt a pohár, és Roger Mortimer (1287–1330) személyében ő is szeretőt kerített magának. A Despenser család elrabolta gyermekeit és fogságban tartották őket, ezért Franciaországban sereget toborzott (1325), és rövid küzdelmek után győzelmet aratott Eduárd fölött. A Despensereket brutálisan kivégezték, a királyt Berkeley várában gyilkolták meg. Így került a trónra Izabella fia, a 14 éves Eduárd, aki ekkorra már megelégelte a durvaságokat.

## Távol az udvartól
III. Eduárdnak első dolga volt letartóztatni és felakasztatni Mortimert. Aztán házi őrizet alá helyezte anyját egy Castle Rising-i erődben. Izabella 31 évig raboskodott ott, és a bezártság miatt megőrült. Két közvetlen elődéhez hasonlóan a Christ Church Greyfriarsban temették el. Halála után szeretője, Roger Mortimer mellé fektették.